# Gassol
Gassol è una delle sedici aree a governo locale (local government area) in cui è suddiviso lo stato di Taraba, in Nigeria. Estesa su una superficie di 5.548 chilometri quadrati, conta una popolazione di 244.749 abitanti.